# Santiváñez
Santiváñez är en ort i Bolivia.   Den ligger i departementet Cochabamba, i den centrala delen av landet, 200 km nordväst om huvudstaden Sucre. Santiváñez ligger 2 558 meter över havet och antalet invånare är 1 400.
Terrängen runt Santiváñez är huvudsakligen kuperad, men den allra närmaste omgivningen är platt. Runt Santiváñez är det ganska glesbefolkat, med 26 invånare per kvadratkilometer.. Närmaste större samhälle är Cochabamba, 19,8 km nordost om Santiváñez.
Trakten runt Santiváñez består i huvudsak av gräsmarker.